# Оватонна (Міннесота)
Оватонна (англ. Owatonna) — місто (англ. city) в США, в окрузі Стіл штату Міннесота. Населення — 26 420 осіб (2020).

## Географія
Оватонна розташована за координатами 44°5′33″ пн. ш. 93°13′49″ зх. д. / 44.09250° пн. ш. 93.23028° зх. д. (44.092578, -93.230241).  За даними Бюро перепису населення США в 2010 році місто мало площу 37,86 км², з яких 37,64 км² — суходіл та 0,22 км² — водойми.

## Демографія
Згідно з переписом 2010 року, у місті мешкало 25 599 осіб у 10 068 домогосподарствах у складі 6737 родин. Густота населення становила 676 осіб/км².  Було 10724 помешкання (283/км²).
Расовий склад населення:
| - 91,2 % — білих - 3,8 % — чорних або афроамериканців - 0,9 % — азіатів - 0,3 % — корінних американців - 2,2 % — осіб інших рас |

До двох чи більше рас належало 1,5 %. Частка іспаномовних становила 7,3 % від усіх жителів.
За віковим діапазоном населення розподілялося таким чином: 26,9 % — особи молодші 18 років, 59,3 % — особи у віці 18—64 років, 13,8 % — особи у віці 65 років та старші. Медіана віку мешканця становила 37,2 року. На 100 осіб жіночої статі у місті припадало 95,5 чоловіків;  на 100 жінок у віці від 18 років та старших — 93,0 чоловіків також старших 18 років.
Середній дохід на одне домашнє господарство  становив 68 922 долари США (медіана — 55 884), а середній дохід на одну сім'ю — 84 753 долари (медіана — 73 822). Медіана доходів становила 46 872 долари для чоловіків та 39 267 доларів для жінок. За межею бідності перебувало 11,2 % осіб, у тому числі 16,8 % дітей у віці до 18 років та 9,7 % осіб у віці 65 років та старших.
Цивільне працевлаштоване населення становило 12 846 осіб. Основні галузі зайнятості: виробництво — 24,3 %, освіта, охорона здоров'я та соціальна допомога — 21,0 %, роздрібна торгівля — 11,5 %, фінанси, страхування та нерухомість — 10,9 %.

## Відомі особистості
У поселенні народився:
- Артур Фрай (* 1931) — американський винахідник і вчений.